# Ponědraž
Ponědraž är en ort i Tjeckien.   Den ligger i regionen Södra Böhmen, i den centrala delen av landet, 110 km söder om huvudstaden Prag. Ponědraž ligger 427 meter över havet och antalet invånare är 120.
Terrängen runt Ponědraž är platt.Runt Ponědraž är det ganska glesbefolkat, med 40 invånare per kvadratkilometer. Närmaste större samhälle är Třeboň, 13,4 km söder om Ponědraž. Trakten runt Ponědraž består till största delen av jordbruksmark.